# Transducteur microusiné
Un transducteur microusiné est un transducteur (c'est-à-dire un système capable de convertir l'énergie acoustique en énergie électrique et inversement) fabriqué selon les technologies des microsystèmes.
Les transducteurs microusinés ont des dimensions typiquement de l'ordre de 10 à 100 microns et sont en général assemblés en grand nombre pour constituer des transducteurs destinés, par exemple, au contrôle non destructif, à l'imagerie médicale ou encore à des détecteurs de présence.

## Avantages
Comparés à des transducteurs classiques, tels que ceux basés sur la piézoélectricité, les transducteurs microusinés, étant basés sur les technologies silicium, présentent les qualités d'un coût de production marginal faible (le développement d'un modèle est coûteux, mais la production est bon marché), d'une bonne répétabilité de production, d'une intégration aisée avec des composants microélectroniques et bien sûr la possibilité de réduire les dimensions.

## Différentes technologies
Les transducteurs microusinés sont classés selon le principe physique utilisé pour la conversion électromécanique. On distingue ainsi : 
- Les cMUT (capacitive MUT) qui utilisent la force électrostatique dans des dispositifs à face parallèles (chaque transducteur est donc une capacité variable). Ils ont besoin d'une tension de polarisation continue et sont fortement non-linéaires.
- Les pMUT (piezoelectric MUT) qui utilisent de petits éléments piézo et travaillent le plus souvent en mode de flexion.
- Les mMUT (Magnetostrictive MUT) qui reposent sur la magnétostriction.